# Milan Obrenović IV di Serbia
Milan IV Obrenović oppure Milan I di Serbia (in serbo Милан Обреновић?; Manasija, 22 agosto 1854 – Vienna, 11 febbraio 1901) fu dapprima principe e poi re di Serbia, governando dal 1868 al 1889.

## Biografia

### Infanzia e rientro in Serbia
Nacque in esilio a Manasija (l'odierna Mărășești, in Valacchia), dato che durante quegli anni la corona serba era detenuta dal Casato dei Karađorđević, che avevano assunto il potere in Serbia nel 1842 con la deposizione del cugino di Milan, il principe Mihailo Obrenović III. Figlio di Miloš e Maria Catargiu di Moldavia, il padre era figlio di Jevrem, fratello del principe Miloš Obrenović I. Milan perse entrambi i genitori in tenera età e venne adottato dal cugino Mihailo.
Dopo l'espulsione dei Karađorđević nel 1858, il Casato degli Obrenović tornò in patria; dopo la morte del padre, Mihailo riottenne la corona serba e il giovane Milan venne mandato a studiare al Lycée Louis-le-Grand a Parigi, dove ottenne brillanti risultati.

### Principe di Serbia
Nel 1868, quando Milan aveva solamente 14 anni, il principe Mihailo venne assassinato e Milan gli succedette al trono, seppure sotto reggenza. Nel 1872, compiuti i 18 anni, Milan poté iniziare a governare indipendentemente e subito manifestò una grande intelligenza, abbinata a un carattere forte e deciso. Difatti seppe tenere testa a entrambi i partiti, all'interno del paese, che proponevano di stringere maggiori rapporti chi con l'Austria-Ungheria, chi con l'impero russo. Al termine della guerra russo-turca nel 1878, il principe Milan indusse la Sublime porta a riconoscere l'indipendenza dello stato serbo, così come stabilito dal Trattato di Berlino.

### Re di Serbia
Nel 1882 Milan venne proclamato Re di Serbia.
Sotto l'influenza dell'impero austro-ungarico, lo stato serbo iniziò a sviluppare le vie di comunicazione e a sfruttare le risorse del sottosuolo; tutto questo a fronte, però, di un aumento della tassazione che, unito a un incremento del servizio militare, resero il re Milan e il partito a favore degli austro-ungarici particolarmente impopolari.
Le difficoltà politiche del re serbo aumentarono ulteriormente a seguito della sconfitta nella guerra contro la Bulgaria nel 1885-1886: nel settembre 1885 l'unione della Rumelia con la Bulgaria causò un'agitazione diffusa in Serbia e il re Milan decise di dichiarare guerra allo stato bulgaro il 15 novembre. Dopo una breve, ma decisiva campagna, le forze serbe vennero sbaragliate nelle due battaglie di Slivinska e Pirot. Di fronte a una sollevazione popolare sempre più pressante, il trono serbo venne salvato soltanto grazie all'intervento diretto dell'Austria-Ungheria.
Il 3 gennaio 1889 Milan decise di adottare una nuova Costituzione molto più liberale di quella del 1869; due mesi più tardi, il 6 marzo, senza alcuna ragione apparente, decise di abdicare a favore del figlio Alessandro (appena tredicenne), ritirandosi a Parigi a vita privata.

### Ultimi anni e morte
Nel febbraio del 1891 la situazione in Serbia mutò: venne formato un governo ultranazionalista e l'influenza austriaca venne via via soppiantata da quella russa. Alcuni ambienti, timorosi dello scoppio di una rivoluzione e del ritorno del re Milan, decisero di "donargli" un milione di franchi francesi a patto che non facesse ritorno in patria fino a che il figlio non avesse raggiunto la maggiore età. Nel marzo 1892 Milan rinunciò a tutti i suoi diritti e perfino alla nazionalità serba.
La situazione si modificò a seguito del colpo di Stato del giovane re Alessandro I, che prese il controllo diretto del governo nelle proprie mani nell'aprile del 1893, dovendo comunque far fronte a una situazione politica sempre più instabile. Nel gennaio 1894 Milan ricomparve improvvisamente a Belgrado, accolto favorevolmente dal figlio, felice di poter contare sulla sua esperienza e sui suoi consigli.
Il 29 aprile dello stesso anno un decreto reale reintegrava la posizione del vecchio re come membro della famiglia reale. Il 21 maggio successivo, probabilmente dietro consiglio di Milan, venne ristabilita la Costituzione del 1869. Nel 1897 Milan venne nominato comandante in capo dell'esercito serbo, con l'obiettivo di affrancarsi dalla protezione militare dell'impero russo.
I rapporti tra padre e figlio rimasero buoni fino al luglio del 1900, ma si interruppero in seguito al matrimonio con Draga Mašin, dama di compagnia della madre; Milan si oppose violentemente a questo matrimonio, tanto da rassegnare le sue dimissioni dal comando dell'esercito. Alessandro decise quindi di bandire il padre dalla Serbia, e questi si ritirò quindi a Vienna.
Morì improvvisamente l'11 febbraio 1901.

## Ascendenza
|                          |                         |                            | Genitori                     |  |  | Nonni                     |  |  | Bisnonni         |  |
|                          |                         |                            |                              |  |  | Ospodaro Jevrem Obrenović |  |  | Todor Mihailović |  |
|                          |                         |                            |                              |  |  | Ospodaro Jevrem Obrenović |  |  | Todor Mihailović |  |
|                          |                         | Višnja Urošević            |                              |  |  | Ospodaro Jevrem Obrenović |  |  |                  |  |
| Principe Miloš Obrenović |                         |                            |                              |  |  | Ospodaro Jevrem Obrenović |  |  |                  |  |
|                          |                         | Tomanija Bogićević         | Voivoda Antonije Bogićević   |  |  |                           |  |  |                  |  |
|                          |                         | Tomanija Bogićević         | Voivoda Antonije Bogićević   |  |  |                           |  |  |                  |  |
|                          |                         | Tomanija Bogićević         | Joka Bogićević               |  |  |                           |  |  |                  |  |
| Milan IV di Serbia       |                         | Tomanija Bogićević         |                              |  |  |                           |  |  |                  |  |
|                          | Boiardo Costin Catargiu | Boiardo Iordache Catargiu  |                              |  |  |                           |  |  |                  |  |
|                          | Boiardo Costin Catargiu | Boiardo Iordache Catargiu  |                              |  |  |                           |  |  |                  |  |
|                          | Boiardo Costin Catargiu | Principessa Ileana Rosetti |                              |  |  |                           |  |  |                  |  |
| Marija Catargiu          | Boiardo Costin Catargiu |                            |                              |  |  |                           |  |  |                  |  |
|                          |                         | Smaranda Balş              | Boiardo Gheorghe Balş        |  |  |                           |  |  |                  |  |
|                          |                         | Smaranda Balş              | Boiardo Gheorghe Balş        |  |  |                           |  |  |                  |  |
|                          |                         | Smaranda Balş              | Principessa Ruxandra Sturdza |  |  |                           |  |  |                  |  |
|                          |                         | Smaranda Balş              |                              |  |  |                           |  |  |                  |  |